# کاستوم ایر ترنسپورت
کاستوم ایر ترنسپورت (به انگلیسی: Custom Air Transport) یک شرکت هواپیمایی با کد یاتا 5R است که در تاریخ ۱۹۹۵ میلادی تأسیس شده و در تاریخ ۹ دسامبر ۱۹۹۵ فعالیتش را آغاز کرده‌است. دفتر مرکزی کاستوم ایر ترنسپورت در دانیا بیچ، فلوریدا، ایالات متحده آمریکا واقع شده‌است و به ۳ مقصد، پرواز مستقیم انجام می‌دهد.